# Dottrina Powell

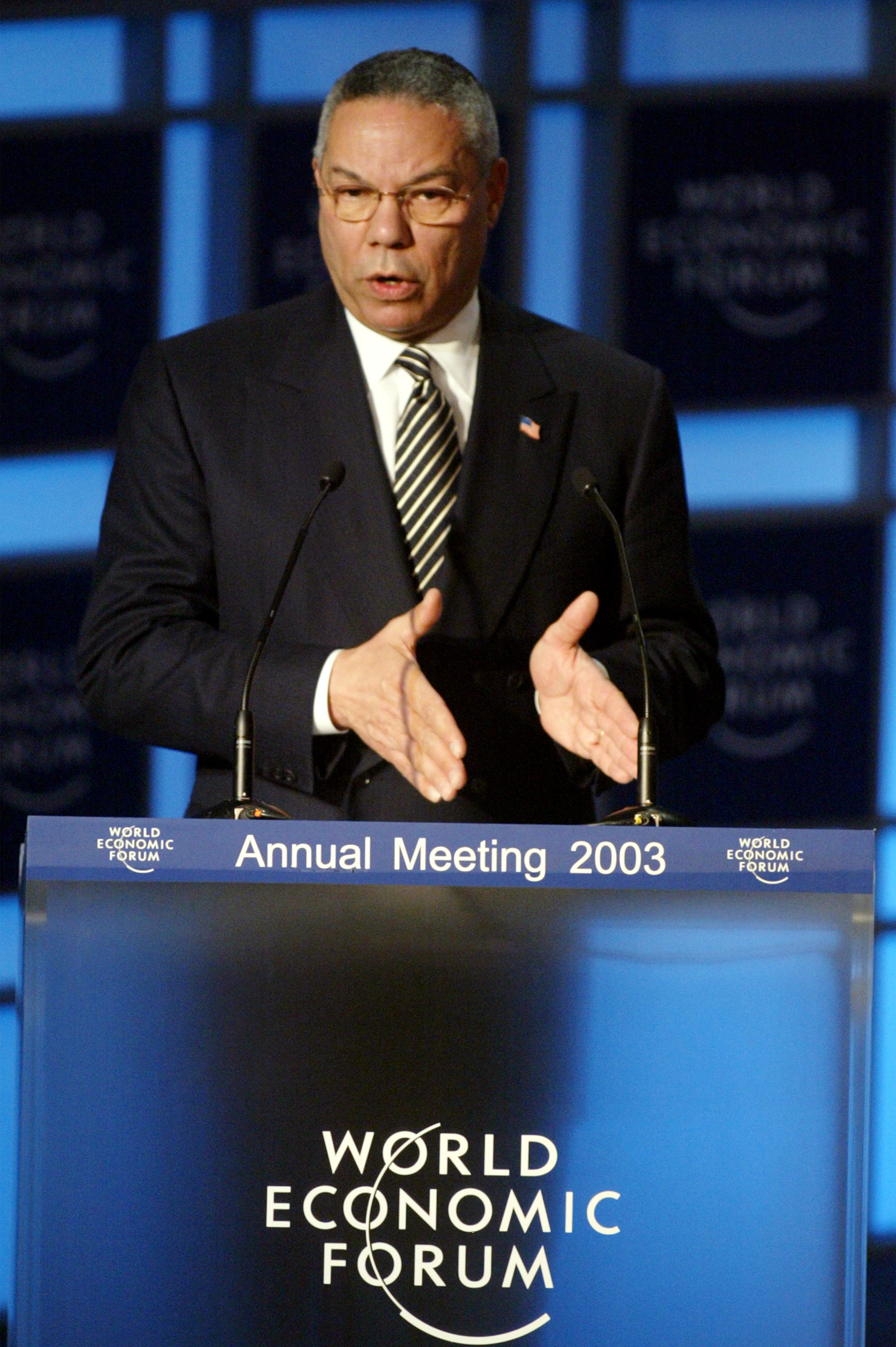
Colin Powell al Forum economico mondiale del 2003.

La dottrina Powell è un termine giornalistico, che prende il nome dal generale Colin Powell, futuro segretario di Stato con George W. Bush, creata tra il 1990 e il 1991 durante la prima guerra del Golfo. È basata in larga parte sulla dottrina Weinberger, ideata da Caspar Weinberger, ex-segretario della difesa ed ex-superiore di Powell. La dottrina enfatizza gli interessi di sicurezza nazionale degli Stati Uniti con l'uso di forze di terra e ampio supporto dell'opinione pubblica.

## Riepilogo
La dottrina Powell consta di una lista di domande che necessitano tutte di una risposta affermativa prima che un'azione militare sia intrapresa dagli Stati Uniti:
1. È minacciato un interesse di sicurezza nazionale?
2. Abbiamo un obiettivo fattibile?
3. Abbiamo fatto un'analisi completa dei costi-benefici?
4. Abbiamo utilizzato tutte le altre politiche non violente a nostra disposizione?
5. Vi è un piano di uscita per evitare coinvolgimenti bellici infiniti?
6. Sono state considerate tutte le conseguenze delle nostre azioni?
7. Quest'azione è supportata dai cittadini americani?
8. Abbiamo un ampio supporto internazionale?[2]

Come disse Powell il 1º aprile 2009, intervistato su The Rachel Maddow Show, nella sua omonima dottrina sono presentate delle domande esaustive su tutte le dimensioni nazionali, quali politica, economia e diplomazia. Se a tutte le risposte si risponde affermativamente, è possibile ricorrere alla forza militare. Powell ha anche asserito che quando una nazione sta per intraprendere una guerra, ogni risorsa e strumento dovrebbe essere usato per raggiungere la forza necessaria per sconfiggere l'avversario, minimizzare i caduti e finire il conflitto rapidamente costringendo il nemico a capitolare.

## Analisi e commento
La dottrina Powell è stata considerata come una eredità della guerra di Corea e della guerra in Vietnam, del dibattito tra i fautori di un'astinenza dalla guerra da parte degli Stati Uniti da una parte e i fautori di guerre limitate e chirurgiche dall'altra ed infine dei Sei Punti di Weinberger, descritti nel suo discorso del 1984 "The Uses of Military Power".  È stata usata per confrontare la guerra del Vietnam, la prima guerra del Golfo e la guerra in Iraq.